# Mistrzostwa Świata w Gimnastyce Artystycznej 1977
8. Mistrzostwa Świata w Gimnastyce Artystycznej odbyły się w dniach od 13 do 16 października 1977 roku w Bazylei. Zawody zostały zdominowane przez reprezentantki Związku Radzieckiego, które wywalczyły złote medale we wszystkich konkurencjach. Polskę reprezentowały trzy zawodniczki: dziewiąta w wieloboju Sławomira Sobkowska, 25. Jadwiga Hemmerling oraz 33. Renata Urbanik.

## Tabela medalowa
| Miejsce | Państwo        | Złoto | Srebro | Brąz | Razem |
| ------- | -------------- | ----- | ------ | ---- | ----- |
| 1       | ZSRR           | 6     | 4      | 2    | 12    |
| 2       | Bułgaria       | 0     | 1      | 2    | 3     |
| 2       | Czechosłowacja | 0     | 1      | 2    | 3     |
| 4       | RFN            | 0     | 1      | 0    | 1     |

## Medalistki
| Konkurencja:              | Złoto:           | Srebro:                         | Brąz:                                     |
| Układy indywidualne       |                  |                                 |                                           |
| wielobój indywidualnie    | Irina Derjugina  | Galima Szugurowa                | Kristina Gujurowa                         |
| ćwiczenia z obręczą       | Galima Szugurowa | Irina Derjugina                 | Kristina Gujurowa Natalja Kraszeninnikowa |
| ćwiczenia z piłką         | Galima Szugurowa | Irina Derjugina                 | Natalja Kraszeninnikowa                   |
| ćwiczenia ze wstążką      | Irina Derjugina  | Carmen Rischer Galima Szugurowa |                                           |
| ćwiczenia ze skakanką     | Galima Szugurowa | Zuzana Zaveska                  | Iveta Havlickova                          |
| Drużynowe układy zbiorowe |                  |                                 |                                           |
| Konkurs drużynowy         | ZSRR             | Bułgaria                        | Czechosłowacja                            |